# Louis Émile Benassit
Louis Émile Benassit, né le 20 décembre 1833 à Londres et mort le 7 août 1902 à Jouarre-sur-Seine, est un peintre, aquafortiste, lithographe et illustrateur français.

## Biographie
Benassit est le fils de James Benassit, négociant, et de Malvina Augusta Magdeleine Martell. Le couple part de Bordeaux pour s’installer à Londres dans le quartier de St Marylebone.
Benassit fréquente l’atelier de John-Lewis Brown, puis élève de François-Édouard Picot aux Beaux-Arts de Paris,, il débute au Salon en 1859,. Il y exposera régulièrement entre 1863 et 1888, devenant membre de la société du Salon des artistes français.
Benassit avait une réputation d’esprit et de finesse, mélange d’humour britannique et de malice gasconne qui lui donnaient une saveur toute particulière, pour lequel il deviendra célèbre, qu’il s’est, par exemple, amusé à exercer sur son premier maitre, à le faire enrager en exerçant sur lui cet esprit si original avec lequel il racontait des histoires sans avoir l’air d’y toucher, sans rire, avec une fine bonhomie, seulement trahi par son œil toujours pétillant de malice. Il avait d’ailleurs fondé la « Société des Acerbes », dotée de trois présidents (Clément Laurier, Charles Monselet et lui-même) et pas de membres, dont la raison sociale était de dire du mal de tout et de tous, de blâmer rigoureusement les choses blâmables, de dire son fait à chacun, devant, derrière, en tout temps, en tous lieux:133, même si, de l’avis de certains, cet esprit lui nuisait plus qu’autre chose, opinion partagée par l’auteur de sa nécrologie dans l’Aurore. Il a néanmoins mis cet esprit à profit en s’amusant, avec son camarade Clément Laurier, à détourner les Fables de Jean de La Fontaine. Ayant toujours préféré la société des gens de lettres à celle des peintres, Ses fables, parodies fines et gauloises des œuvres du « Bonhomme » ont connu un réel succès dans le Nain Jaune, où Aurélien Scholl les a publiées. Beaucoup sont restées légendaires parmi les « scies d’atelier ». Benassit se proposait de les publier, ainsi que la mémorable histoire « de Jean-Baptiste Chaudeton, peintre français », mais ce projet est resté dans les cartons.
« Lorsqu’il eut dévoré son patrimoine, il fit de l’illustration — pour vivre. De là datent ses lithographies ; ses eaux-fortes et ses dessins. » Quelques uns de ces derniers, publiés dans le Boulevard, d’Étienne Carjat, ont obtenu un réel succès, tels les dessins, quelque peu allégoriques, de l’Absinthe, du Vin et de l’Eau-de-Vie, que Baudelaire et Henry Murger ont qualifié de purs chefs-d’œuvre. En 1875, il a enrichi le Voyage sentimental à travers la France et l'Italie de Laurence Sterne édité par la Librairie des Bibliophiles de 24 aquarelles originales. Il a également illustré les Petites Comédies du vice d’Eugène Chavette, et le premier roman d’Anatole France Le Crime de Sylvestre Bonnard.
Quand la vie lui a paru plus facile, il a quitté le crayon et le burin pour le pinceau, brossant, depuis ce temps, plus de quatre cents tableaux qui ont fait la fortune de beaucoup de spéculateurs, mais sans jamais augmenter la sienne.
En 1862, il publie chez Bertauts à Paris, une suite de lithographies intitulée La Boisson. Il collabore alors régulièrement au journal satirique illustré La Lune. En 1866, il produit pour Alfred Delvau, 25 eaux-fortes pour les Heures parisiennes, publié chez Damase Jouaust, ainsi que de nombreuses affiches.
Lors de la guerre franco-allemande de 1870, pendant le siège de Paris, il a servi, avec de nombreux autres écrivains et artistes, dans le 61e bataillon de la Garde nationale, basé à Montmartre.
À partir de 1882, alors que le marchand d’art Paul Durand-Ruel avait réussi à faire atteindre à ses toiles le prix qu’elles méritaient, une paralysie progressive de la main l’a obligé à apprendre à se servir de sa main gauche pour continuer à peindre. Tombé dans la misère, quelques-uns de ses amis ont pris, en 1884, l’initiative d’une tombola qui, les offrandes s’étant multipliées à la dernière heure, a dû être repoussée d’un mois.  
En 1891, malade de corps mais saint d’esprit, il épouse, in extremis, Angèle Marie Camper. Son épouse meurt en 1893. Il passe les derniers mois de son existence à la maison de retraite, annexe de l’hospice civil de Jouarre, où il meurt le 7 août 1902 et est inhumé le 9 août 1902.

## Galerie

Œuvres de Louis Émile Benassit
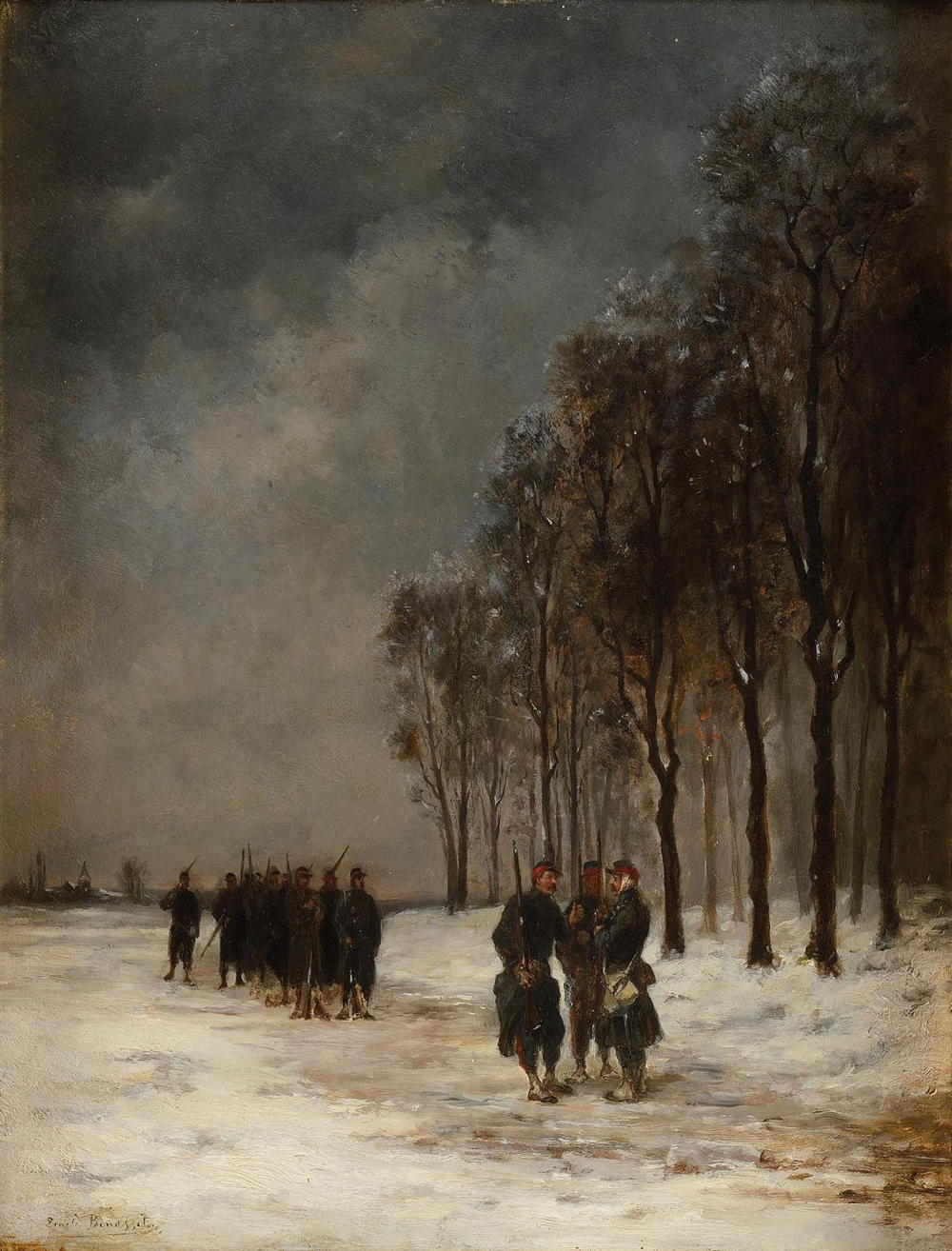
Soldats français durant l’hiver 1870, s.d., coll. privée.
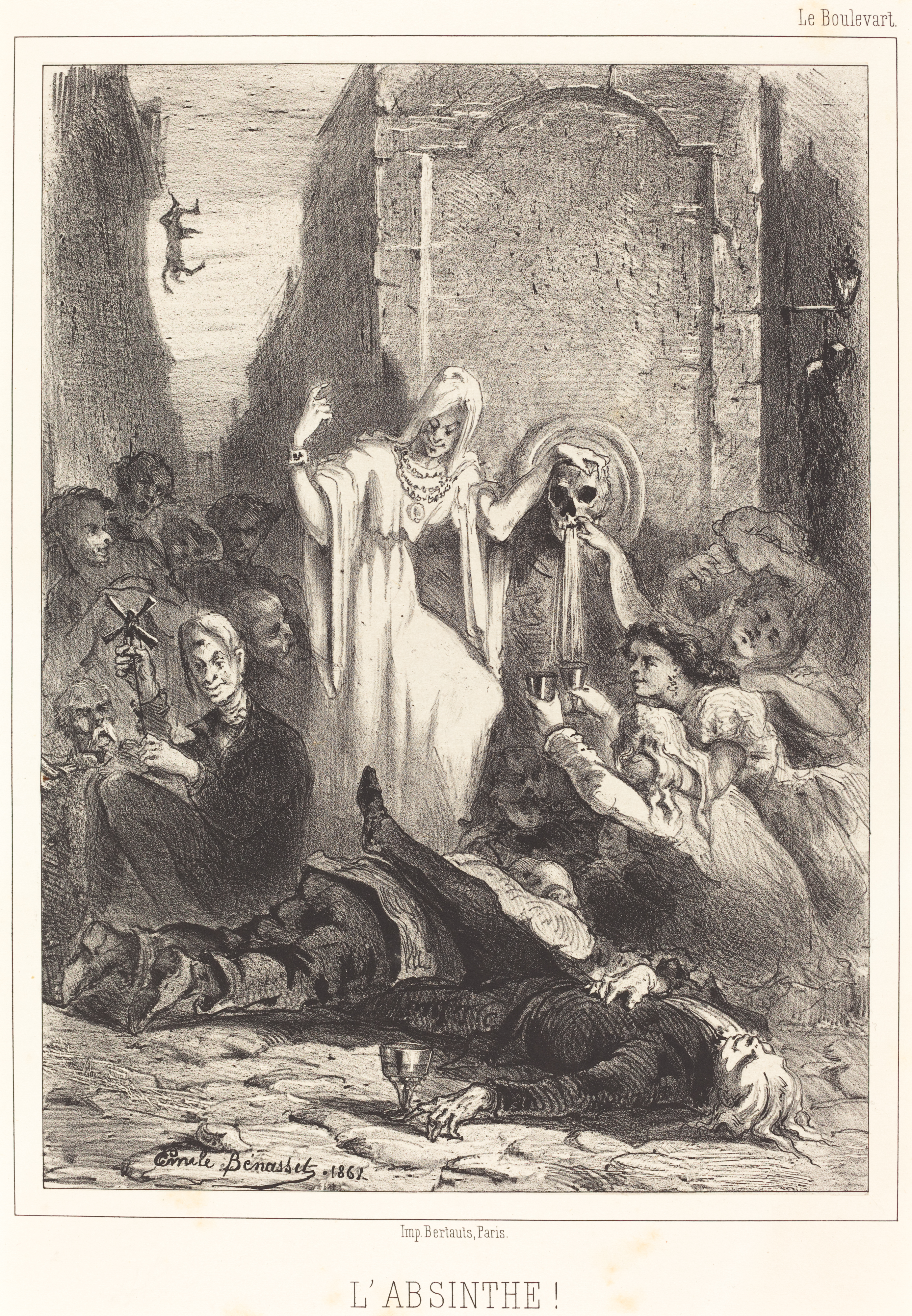
L’Absinthe ! (1862), lithographie, Washington, National Gallery of Art.
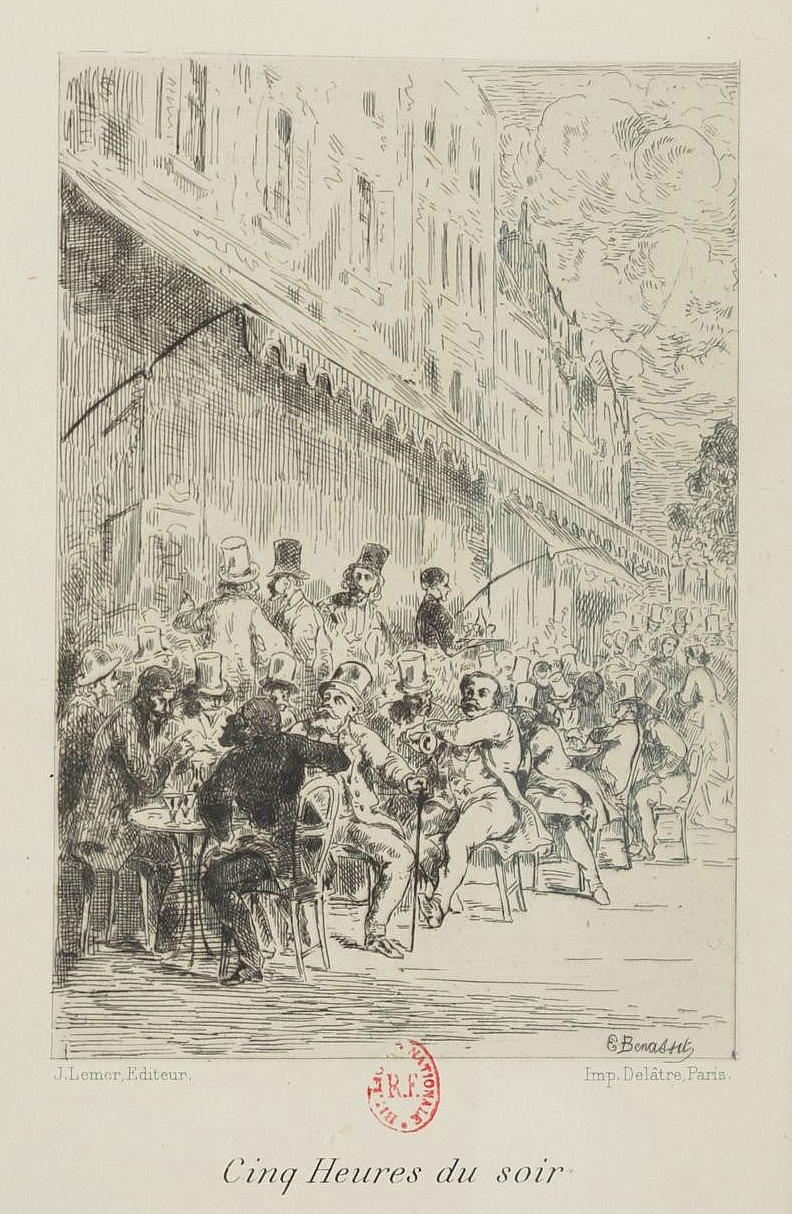
Cinq heures du soir, eau-forte pour les Heures parisiennes d’Alfred Delvau, 1866.
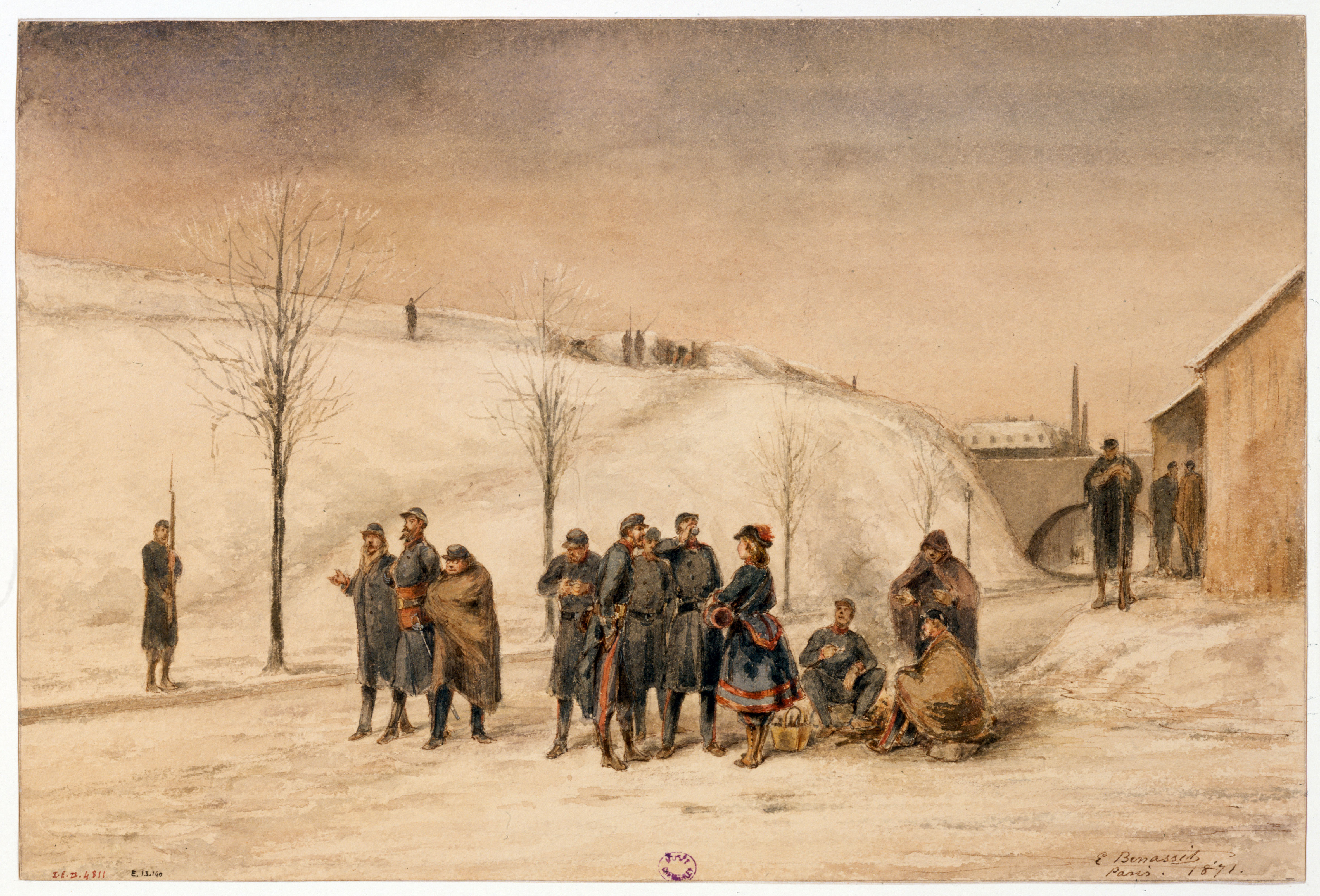
Soldats et cantinière aux fortifications en 1871 (1871), aquarelle, Paris, musée Carnavalet.
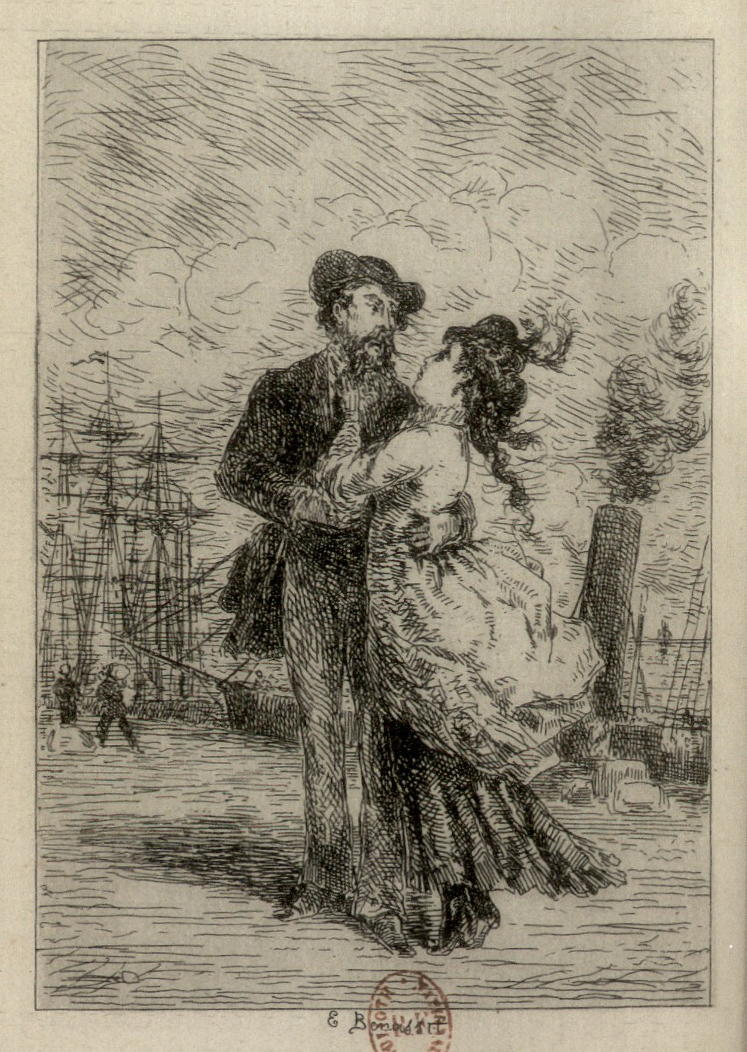
Illustration pour Les Petites comédies du vice d’Eugène Chavette (1874), Paris, BnF.